# Columbidae
Famille
Les Columbidae (colombidés ou columbidés en français) sont une famille d'oiseaux constituée d'une quarantaine de genres et d'un peu plus de 320 espèces existantes de pigeons et apparentés. C'est la seule famille vivante de l'ordre des Columbiformes qui comporte aussi la famille éteinte des Raphidae (Dodo et Dronte de Rodrigues).

## Description

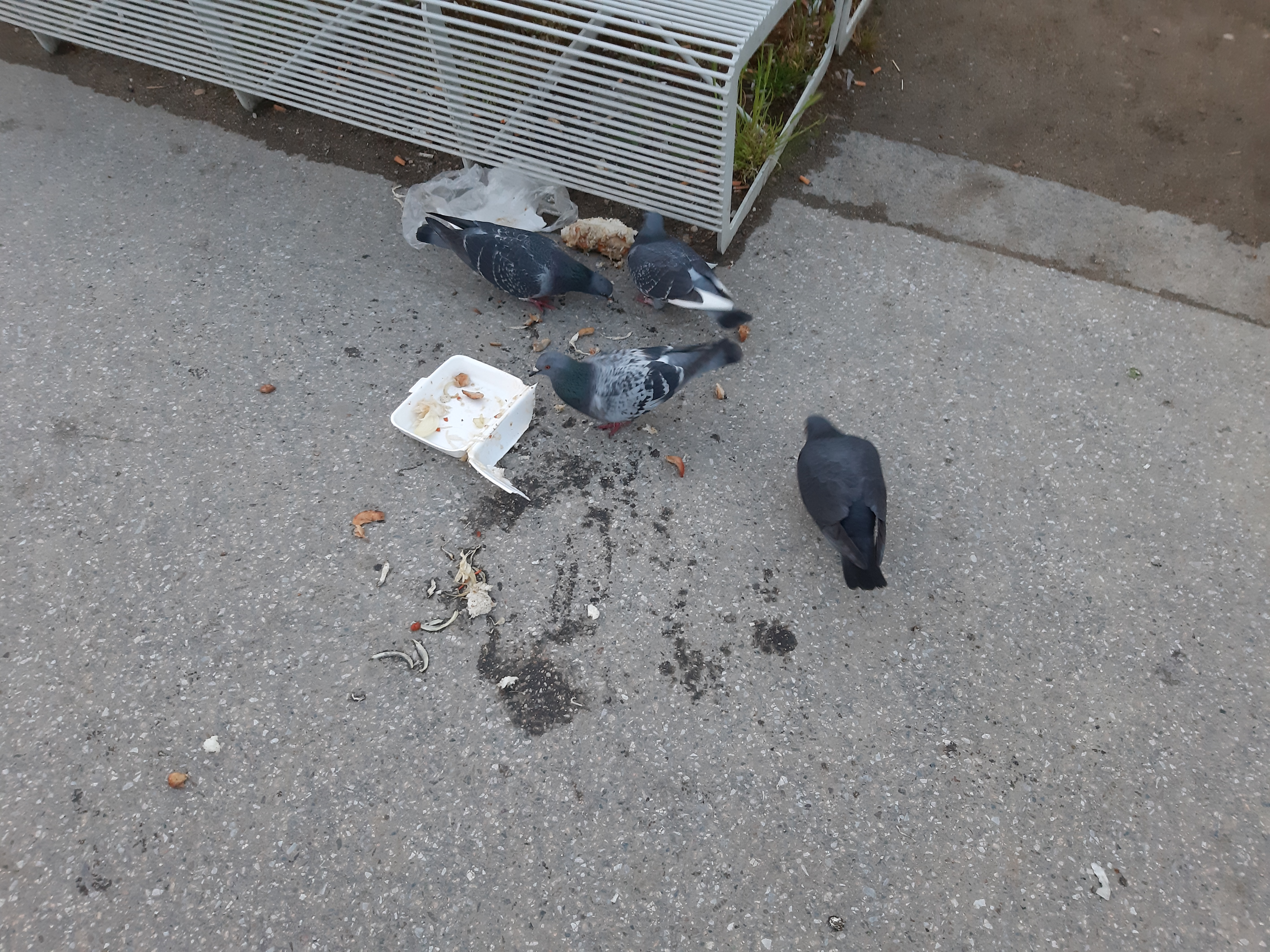
Les pigeons se sont adaptés à la vie en ville : ici, ils se nourrissent des restes éparpillés d'une boîte.

Ce sont des oiseaux de taille petite à grande (de 17 à 75 cm), à petite tête, pattes et bec courts. Ils ont les muscles du vol bien développés.
Cette appellation regroupe les Colombes, Tourterelles et Pigeons. La différence de terminologie dépend de la variation de taille des oiseaux (du plus petit au plus gros), mais ceci reste très arbitraire.

## Habitats et répartition
Cosmopolites, ils se rencontrent dans presque tous les habitats terrestres, de la forêt dense au désert, des régions tempérées froides aux tropiques.

## Liste des sous-familles et genres
Genres par ordre alphabétique :
- sous-famille des Columbinae
  - †Bountyphaps, (1 espèce)
  - Caloenas, nicobar (2 espèces)

Columba livia, un Columbinae.

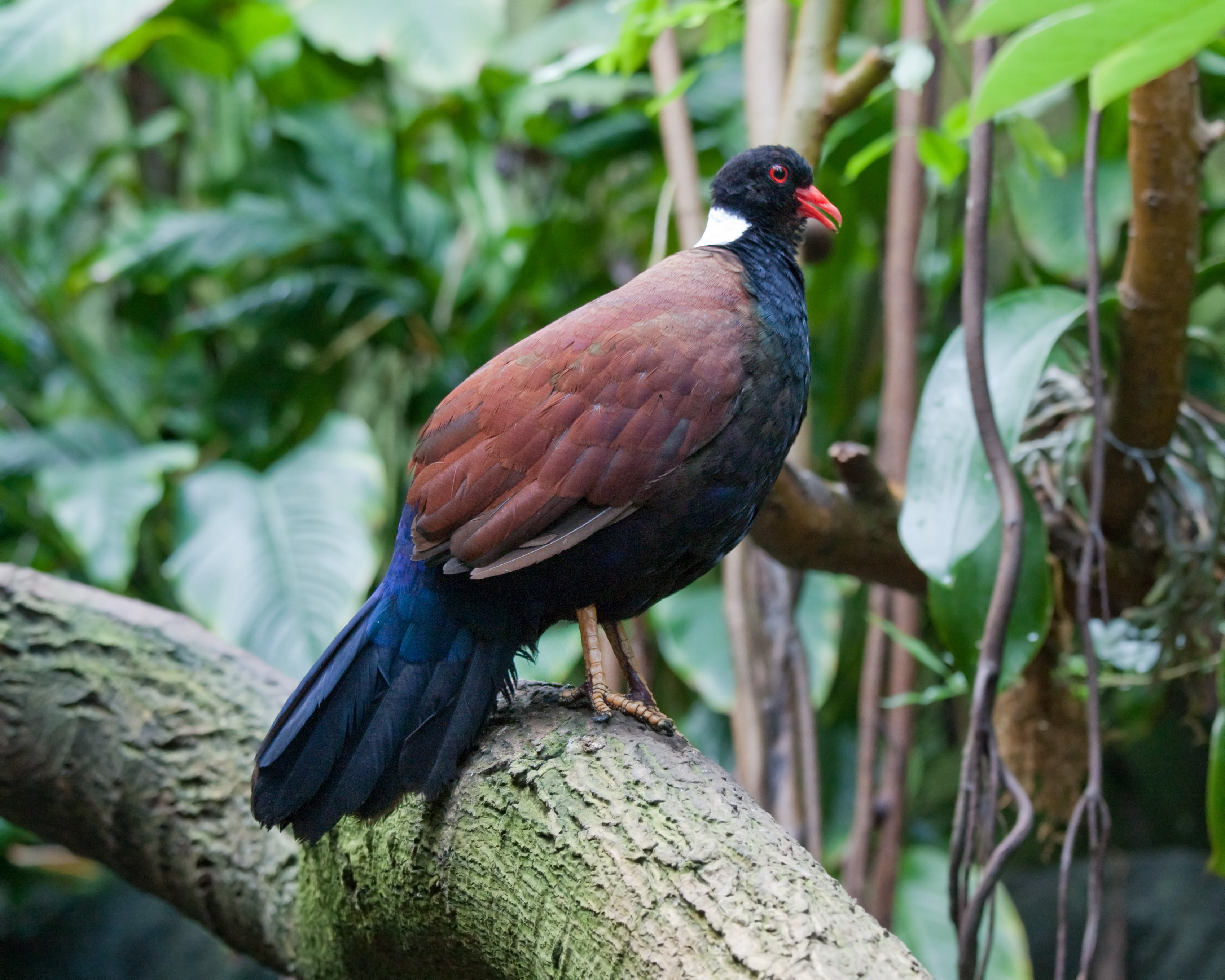
Otidiphaps nobilis, un Otidiphabinae.

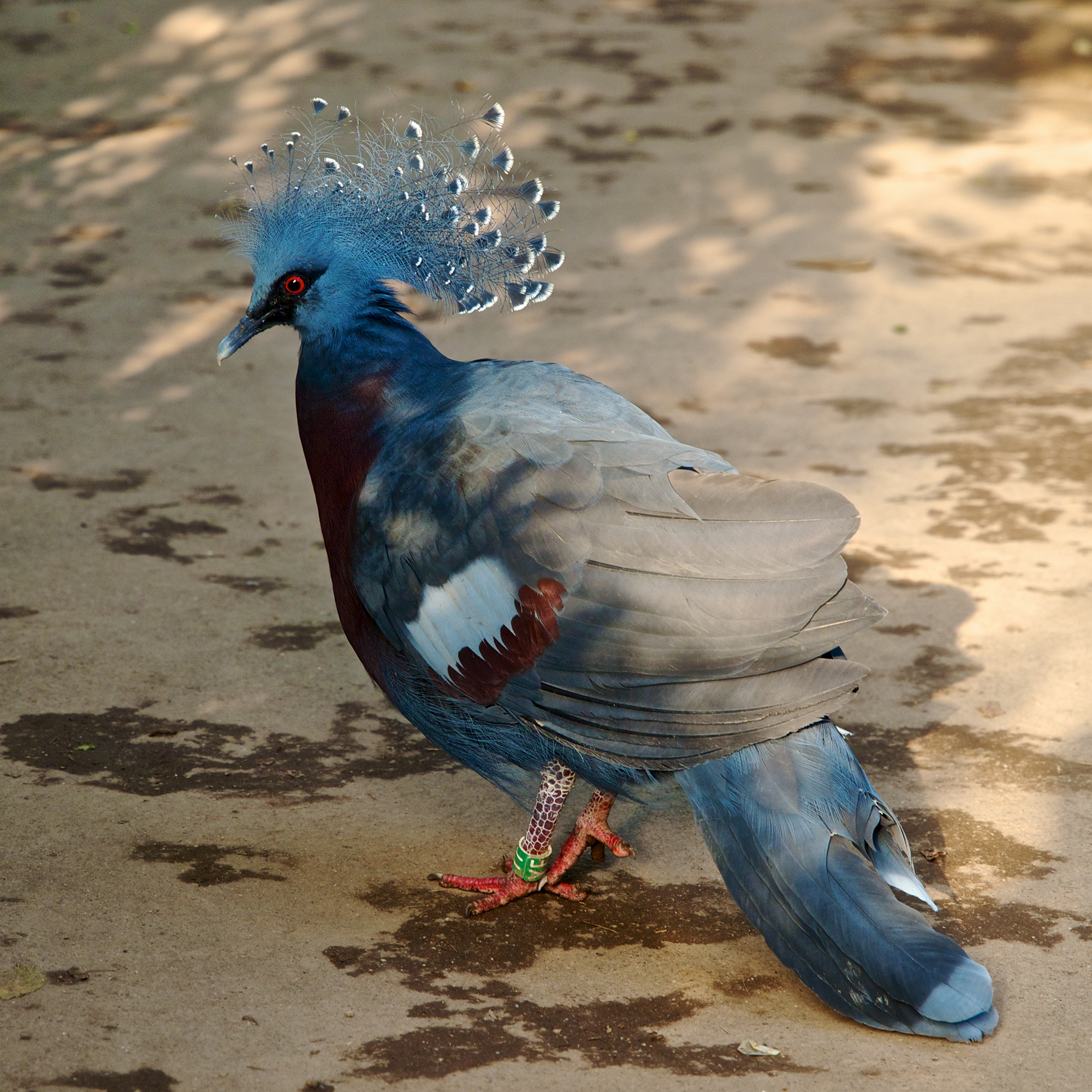
Goura victoria, un Gourinae.

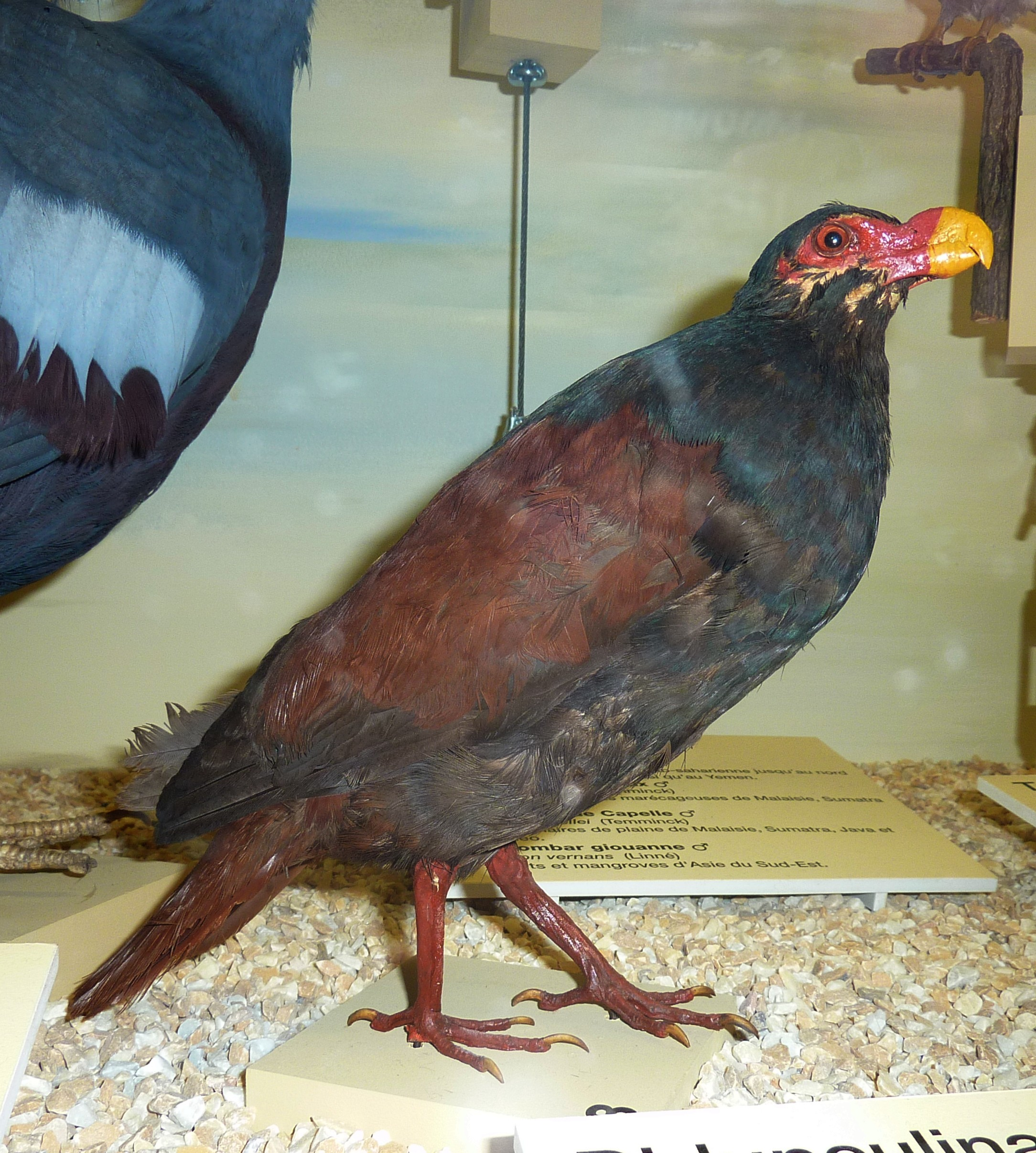
Didunculus strigirostris, un Didunculinae.

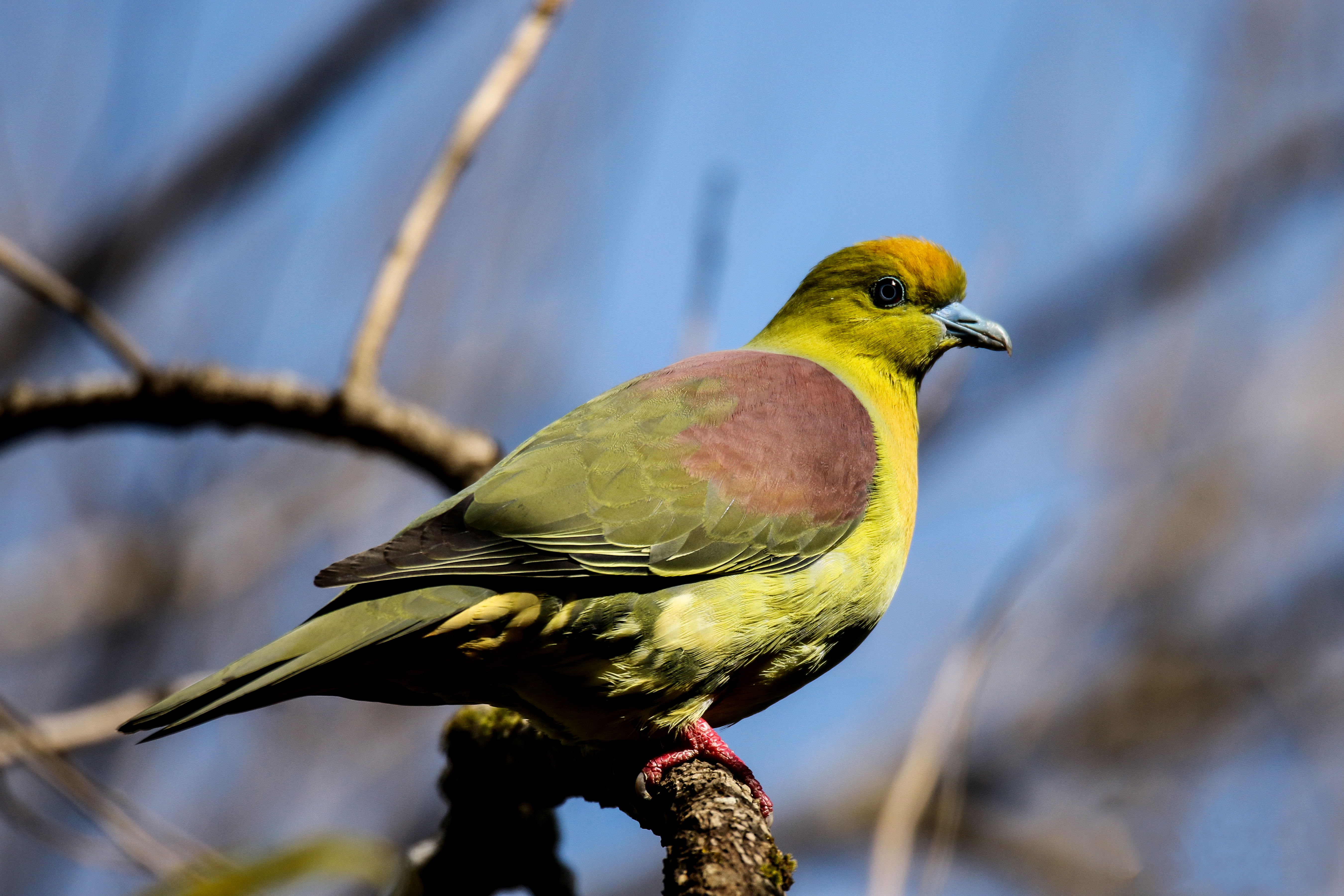
Treron sphenurus, un Treroninae.

  - Chalcophaps, colombines (3 espèces)
  - Claravis, colombe (1 espèce)
  - Columba, pigeons de l'ancien monde (35 espèces)
  - Columbina, colombes (9 espèces)
  - †Ectopistes (1 espèce)
  - Gallicolumba, gallicolombes (7 espèces)
  - Geopelia, géopélies (5 espèces)
  - Geophaps, colombine (3 espèces)
  - Geotrygon, colombes (9 espèces)
  - Henicophaps, colombines (2 espèces)
  - Leptotila, colombes (11 espèces)
  - Leptotrygon, colombe (1 espèce)
  - Leucosarcia, colombine (1 espèce)
  - Macropygia, phasianelles (15 espèces)
  - Metriopelia, colombes (4 espèces)
  - †Microgoura (1 espèce)
  - Nesoenas, pigeon (3 espèces)
  - Ocyphaps, colombine (1 espèce)
  - Oena, tourtelette (1 espèce)
  - Pampusana, gallicolombes (13 espèces)
  - Paraclaravis, colombes (2 espèces)
  - Patagioenas, pigeons du nouveau monde (17 espèces)
  - Petrophassa, colombines (2 espèces)
  - †Pezophaps (1 espèce)
  - Phaps, colombines (3 espèces)
  - †Raphus, dodos (1 espèce)
  - Reinwardtoena, phasianelles (3 espèces)
  - Starnoenas, colombe (1 espèce)
  - Spilopelia (2 espèces)
  - Streptopelia, tourterelles (15 espèces)
  - Trugon, trugon (1 espèce)
  - Turacoena, phasianelles (3 espèces)
  - Turtur, tourtelettes (5 espèces)
  - Uropelia, colombe (1 espèce)
  - Zenaida, tourterelles (7 espèces)
  - Zentrygon, colombes (8 espèces)
- sous-famille des Otidiphabinae
  - Otidiphaps, otidiphaps (1 espèce)
- sous-famille des Gourinae
  - Goura, gouras (4 espèces)
- sous-famille des Didunculinae
  - Didunculus, diduncule (1 espèce)
- sous-famille des Treroninae
  - Phapitreron, phapitrérons (4 espèces)
  - Treron, colombars (30 espèces)
  - Ptilinopus, ptilopes (57 espèces)
  - Drepanoptila ptilope (1 espèce)
  - Alectroenas, founingos (4 espèces)
  - Ducula, carpophages (42 espèces)
  - Lopholaimus, carpophage (1 espèce)
  - Hemiphaga, kereru (2 espèces)
  - Cryptophaps, carpophage (1 espèce)
  - Gymnophaps, carpophages (4 espèces)

## Liste des espèces
D'après la classification de référence (version 5.1, 2015) du Congrès ornithologique international (ordre phylogénique) :
Parmi celles-ci, treize espèces sont éteintes.